# Ivan Frič

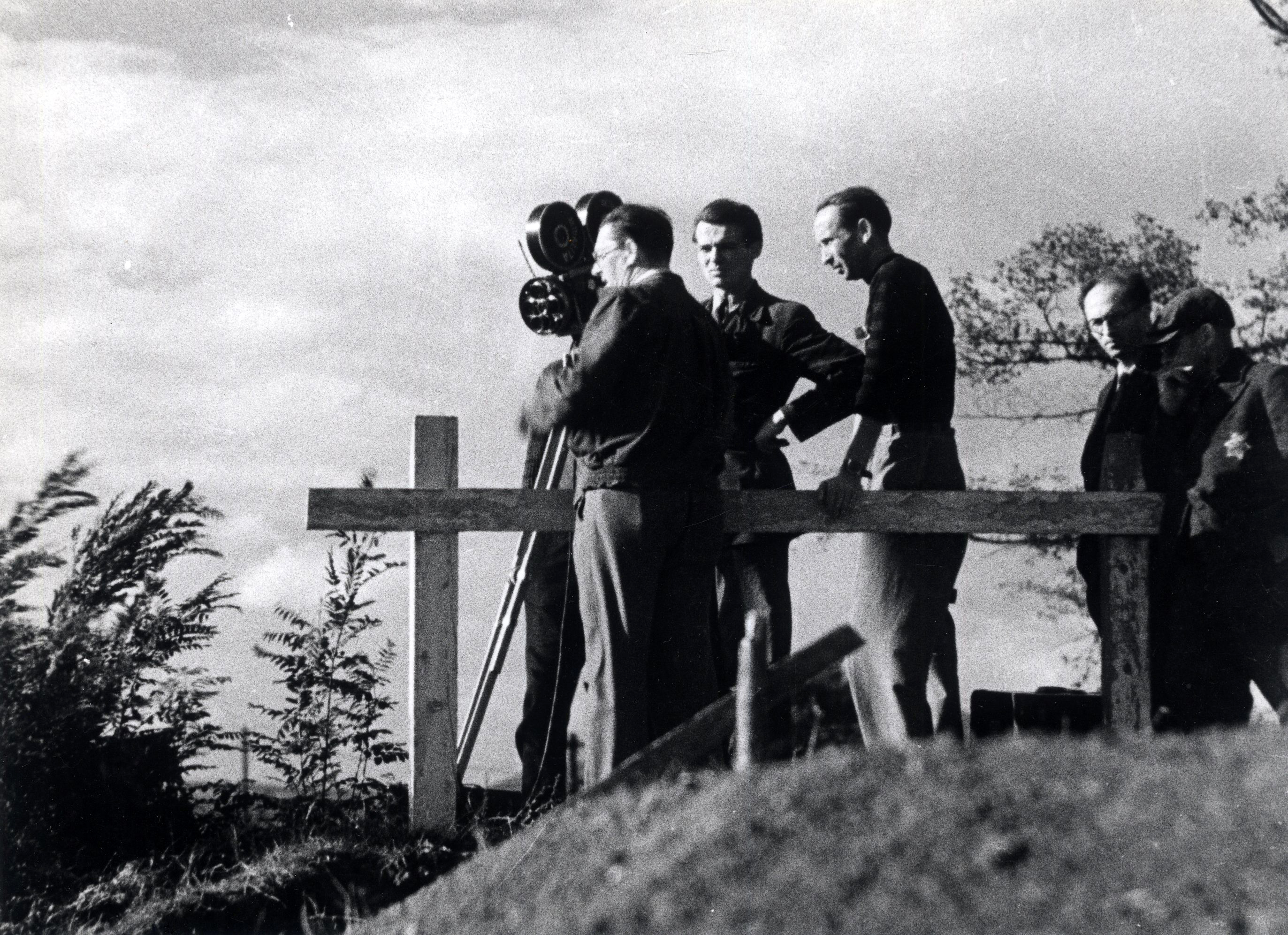
Ivan Frič (Theresienstadt, 1944)

Ivan Vojtěch Frič (* 22. Oktober 1922 in Prag, Tschechoslowakei; † 22. Februar 2001) war ein tschechoslowakischer Kameramann, Filmeditor und Regieassistent.

## Leben
Fričs Vater war der auf das Leben lateinamerikanischer Ureinwohner spezialisierte Ethnograph, Botaniker auf dem Gebiet der Kakteen, Fotograf und Schriftsteller Alberto Vojtěch Frič. Ivan Frič ließ sich von 1937 bis 1939 an der staatlichen Grafikschule in Prag zum Kameramann ausbilden. 1940 bis 1941 arbeitete er für die auf die Herstellung von Kinderfilmen spezialisierte Produktionsfirma BaPoZ (eine Filmabteilung der Firma Baťa), ehe er 1941 als Wochenschaukameramann zur Aktualita stieß, welche die tschechische Wochenschau produzierte. Dort wirkte er anfänglich als Kameraassistent und Schnittmeister, später auch als Kameramann.
Im Sommer 1944 verpflichteten ihn deutsche Dienststellen in das Ghetto Theresienstadt. Dort sollte er die Bildgestaltung des vom KZ-Häftling Kurt Gerron inszenierten, pseudodokumentarischen Propagandafilms Theresienstadt. Ein Dokumentarfilm aus dem jüdischen Siedlungsgebiet übernehmen. Nachdem Gerron und zahlreiche weitere Mitwirkende des Films im Oktober 1944 nach Auschwitz deportiert und ermordet worden waren, oblag es Frič, den Endschnitt des Films fertigzustellen.
Nach der Befreiung der Tschechoslowakei setzte der Prager seine Arbeit für die staatliche Wochenschau fort. Seit den frühen 1970er Jahren ist Ivan Frič auch als Regieassistent bei tschechischen Kinospielfilmen nachweisbar. Im Alter von 65 Jahren zog er sich 1987 aus dem Filmgeschäft zurück.